# 常田大希
常田 大希（つねた だいき、1992年5月15日 - ）は、日本のミュージシャン、音楽プロデューサー。ロックバンドKing Gnu、音楽家集団MILLENNIUM PARADEのメンバー、クリエイティブレーベルPERIMETRON主宰者。
長野県伊那市出身。

## 来歴
長野県伊那市で生まれる。
東京藝術大学音楽学部器楽科チェロ専攻に進学するが、「社会と結びついた音楽をしたい」という理由で中退。
小澤征爾が主催する小澤国際室内楽アカデミーにチェロ奏者として在籍していたことがある。
2013年、「Srv.Vinci」（サーヴァ・ヴィンチ）という名義で独自の音楽活動を開始。ソロプロジェクトに近い構成であったが、メンバーチェンジ等を経てバンドとしての活動が主体になってきたことにより、2017年に「King Gnu」に改名。2019年1月アルバム『Sympa』でメジャーデビュー。同年、「Daiki Tsuneta Millennium Parade」を原型としたソロプロジェクト「millennium parade」をスタートさせた。

## 人物
父はロボットエンジニア（若い頃はジャズバーで演奏もしていた）、母は音楽教師、2歳上の兄にヴァイオリニストとしても活動している常田俊太郎がいる（King Gnu、millennium paradeのレコーディングなどに参加している）。祖父はカラーテレビの開発で紫綬褒章を受章した工学博士の常田朝秀（東京帝国大学第二工学部電気工学科卒、久保田無線電機を経て東芝電子事業本部首席技監）。
両親がピアノ弾きであったため（父はジャズピアノ、母はクラシックピアノ）、音楽に囲まれた環境で育った。 5歳よりチェロを習いはじめる。
役者の綾野剛、声優の津田健次郎と親交がある。また、津田は常田の兄である俊太郎に顔が似ていたため、最初に顔を認識した時にはびっくりしたと話している。
小中は野球部であったが、中学3年時には合唱部と兼部しNHK全国学校音楽コンクールの全国大会に出場しマリンバでの伴奏を担当した。
中学、高校時代もバンド活動をしており、オリジナル楽曲やビートルズを演奏。中学3年時よりチェロ演奏を本格的に再開。
東京藝術大学に進学上京後7年間、神奈川県で祖母と2人暮らしをしていた。バンドのリハーサルやミュージックビデオの撮影も、祖母の家で行われている。
大学中退後、同級生である石若駿、WONKの江﨑文武らと藝祭にバンド出演、この時にモッフル屋で呼び込みをしていた井口理と再会。また石若と江﨑はmillennium paradeにも参加しており、江﨑はKing Gnu楽曲にも鍵盤レコーディングメンバーとして数多く参加している。
横浜DeNAベイスターズのファンであり、ファンクラブに入っていた。

## 影響
ストラヴィンスキーやプロコフィエフといったクラシック、ケンドリック・ラマーやフライング・ロータス、TABOO1といったヒップホップ、セロニアス・モンクやマイルス・ディビス、ロバート・グラスパーといったジャズや、ジミ・ヘンドリックス、レッドツェッペリン、 ニルヴァーナ、ゴリラズ、アークティック・モンキーズやレディオヘッドやジェイムス・ブレイクからの影響をインタビュー等で公言している。その他にはBLANKEY JET CITYや、THEE MICHELLE GUN ELEPHANTなどのバンドも好んでおり、井上陽水のような歌詞を書きたいと述べている。

## 活動
各ユニット・グループとしての活動については各項目を参照のこと。

### 参加楽曲・楽曲提供
- On My Own（2015年7月15日） - TVアニメ『血界戦線』オリジナル・サウンドトラック収録曲。演奏参加（チェロ）。
- +-BEAST-（2015年9月16日） - バリトンサックス奏者の吉田隆一率いるジャズユニット『blacksheep』のアルバム。演奏参加（チェロ）[17]。他メンバーはスガダイロー（ピアノ）、石川広行（トランペット）であり、石川は2021年のmillennium paradeライブに参加している。
- John Doe (2016年11月23日) - Sébuhirokoのアルバム「L/GB」収録曲。 『sebuhiroko "wunderbar !" project』のメンバーとして演奏参加（MIDIコントローラー）。11月25日に公開されたミュージックビデオにも出演[18]。
- 「拝啓、民泊様。」オリジナル・サウンドトラック（2016年11月25日） - 音楽監督として参加したドラマのサウンドトラック。
- 爱丽丝（2017年11月1日） - 米津玄師のアルバム『BOOTLEG』収録曲。共同プロデュース兼アレンジ、演奏参加（ギター、キーボード）。
- 「リバーズ・エッジ 」オリジナル・サウンドトラック（2018年2月16日） - 世武裕子が音楽を担当する映画のサウンドトラック。演奏参加（ギター）[19]。
- あなたの手を握ってキスをした（2018年12月12日） - ぼくのりりっくのぼうよみのアルバム『没落』収録曲、楽曲提供。
- Overflow （2019年4月17日） - 家入レオのアルバム『DUO』収録曲、楽曲提供。King Gnuのアルバム『CEREMONY』にセルフカバーが収録された。
- Midnight Rendez-Vous（2019年6月19日） - Ghost like girlfriendのアルバム『Version』収録曲。演奏参加（コーラス、ギター）[20]。
- N. HOOLYWOOD COMPILE FALL2020 COLLECTION  （2020年4月3日） - 2020年2月4日に開催されたNew York Fashion WeekのN. HOOLYWOOD ショーミュージックとして楽曲提供。
- マスカラ（2021年8月11日） - SixTONESの5thシングル表題曲、楽曲提供[21]。King Gnuのライブ映象作品『King Gnu Dome Tour THE GREATEST UNKNOWN at TOKYO DOME』付属CDに「MASCARA」としてセルフカバーが収録された。
- KICK BACK （2022年10月12日）- 米津玄師による楽曲でTVアニメ『チェンソーマン』オープニングテーマ[22]。共同プロデュース兼アレンジ、演奏参加（ギター、ベース）[23]。10月25日に公開されたミュージックビデオにも出演[24]。
- 祝祭 -THE FEST SUITE FOR CARTIER-（2024年12月12日） - カルティエのジュエリーコレクション「トリニティ」誕生100周年記念曲として楽曲提供[25]。『FEST I 〜 III』からなる3部構成で、『II 〜 III』にはmillennium parade『Secret Ceremony』からのサンプリングが含まれている。
- WHEN YOUR OWN INITIALS ARE ENOUGH（2025年8月18日） - ボッテガ･ヴェネタ 日本オリジナルキャンペーン「When your own initials are enough」キャンペーン楽曲として楽曲提供[26]。

## 使用機材
- ギター
  - Fano Guitars Alt de Facto RB6 Bull Black
  - Fano Guitars Alt de Facto RB6 Thinline in 3TSB heavy distress
  - Fender AMERICAN PERFORMER MUSTANG
  - Fender American Acoustasonic Telecaster
  - Fender Swinger
  - Ibanez AM205
  - Morris F-20
  - Morris G-18 （HAND MADE PREMIUM SERIES）
  - National Style 3 Tricone
- ベース
  -  Fender JMJ Road Worn Mustang Bass Faded Daphne Blue
  - Rrickenbacker 4001
- アンプ、エフェクター
  - Divided By 13
  - EVENTIDE Pitch Factor
  - MXR CSP037 RAIJIN Drive
  - Keeley 30ms Automatic Double Tracker
  - TC Electronic HALL OF FAME REVERB
  - Digitech HardWire RV-7
  - Electro Harmonix Attack Decay
  - SA262 VENTRIS DUAL REVERB
  - MASF Pedals RAPTIO
  - Providence System Tuner STV-1JB
  - Xotic XW-1
  - DigiTech Whammy Ricochet[27]
- メガホン
  - TOA ER-332
  - UNI-PEX TRM-66A

## 受賞
- 第20回日本クラシック音楽コンクール チェロ部門 高校の部、第3位[28]
- リットーミュージック最強プレイヤーズコンテスト2009 ベース部門、準グランプリ[29]
- SPACE SHOWER MUSIC AWARDS 2020 BEST CREATIVE PERSON
- MTV VMAJ 2020
  - 最優秀邦楽オルタナティブビデオ賞「Fly with me」
  - 最優秀アーティスト賞
- PEN クリエイター・アワード 2020[30]
- MTV VMAJ 2023 Best Collaboration Video -Japan-[31]
- アメリカレコード協会(RIAA) FIRST RIAA GOLD CERTIFIED SINGLE PERFORMANCE IN JAPANESE 「KICKBACK」[32][33]

## 出演

### テレビ
- 常田大希 破壊と構築（2021年1月8日、NHK総合）[34]
- Tokyo Chaotic 音楽家 常田大希（2021年3月5日、NHK BSプレミアム）- 『破壊と構築』の89分拡大版。
- NHKスペシャル「18歳で大人というけれど... 〜成人年齢引き下げを考える〜」（2022年3月27日、NHK総合）
- 関ジャム 完全燃SHOW（2023年5月28日、テレビ朝日）[35]
- スイッチインタビュー（2024年6月28日、7月5日、NHK Eテレ） - 津田健次郎と共演[36]

### 配信
- 常田大希 東京混沌-TOKYO CAHOTIC（2021年12月31日 - 2024年12月30日、Netflix）[37] - PERIMETRONプロデュースのカラーコレクションが施された『Tokyo Chaotic-』のNetflix配信版。

### ラジオ
- RADIO GNU（2018年 - 2019年3月、2019年12月16日（InterFM897）[38]
- King Gnu 井口理のオールナイトニッポン0(ZERO)（2019年8月30日、10月11日、12月6日、ニッポン放送） - ゲスト出演
- PERIMETRON HUB（2019年4月 - 2023年4月5日、InterFM897）[39]
- YOSHII KAZUYA Radio Stars（2022年8月7日、NHK-FM）- ゲスト出演[40]

### CM・広告
- サッポロビール「サッポロ生ビール黒ラベル」『大人エレベーター』シリーズ第35弾（2020年3月28日 - ） - 妻夫木聡と共演[41]
- adidas アンバサダー（2020年9月 - ）[42]
  - CASUAL Collection 2020 Fall / Winter（2020年11月 - ）
  - Originals | Forum（2021年7月 - ）
  - Originals | NMD_V3（2022年8月 - ）
  - atmos SST DAIKI TSUNETA（2022年11月 - ）
  - Originals | GAZELLE（2023年9月 - ）
  - Originals | COUNTRY（2024年7月 - ）
- Saint Laurent アンバサダー（2023年2月 - ）[43][44]
- ネイチャーラボ MARO（2023年10月 - ）[45]
- PlayStation PLUSE Elite ワイヤレスヘッドセット（2024年5月）[46]
- キリンビバレッジ「FIRE ワンデイ」（2025年5月）[47]
- ボッテガ・ヴェネタ（2025年8月）[26]

### ミュージックビデオ
King Gnu、MILLENNIUM PARADE、ソロ名義の作品は省略。
- Sébuhiroko 「John Doe」（2016年11月25日）[18]
- 米津玄師「KICK BACK」（2022年10月25日）[24]